# Kristina från Vilhelmina
Kristina från Vilhelmina är en sång skriven av Rune Wallebom, och ursprungligen inspelad av Sven-Ingvars och släppt på singel i mars 1966. Samma månad fanns den även på bandets EP-skiva Fyra hits. Denna version testades på Svensktoppen, där den låg i tolv veckor under perioden 4 juni-20 augusti 1966, och var med om att toppa listan. Sven-Ingvars gjorde även en nyinspelning av låten på albumet På begäran 1990.
1967 framfördes låten även av Anders Dahls orkester  på EP-skivan Kristina från Vilhelmina.
Botten stars framförde låten 1983 på albumet I gamla parken. Samma år framförde Mats Olofsson den som B-sida till singeln Rekordmagasinet.
1993 framfördes låten av Eric Donell & Zamira Hedström som B-sida till singeln "De gamla kära sångerna", där Violen från Flen var A-sida. 1997 spelades den in av James Last på In Scandinavia och år 2000 av Nisse Eriksson som B-sida till singeln Nisses musicbox.
I Dansbandskampen 2009 framfördes låten av Black Ingvars.
2010 tolkade Scotts låten på albumet Vi gör det igen.

### Fotnoter
1. ↑  Information i Svensk mediedatabas.
2. ↑  Information i Svensk mediedatabas.
3. ↑  Svensktoppen - 1966
4. ↑  ”Svensk mediedatabas”. http://smdb.kb.se/catalog/id/001480641. Läst 27 april 2011.
5. ↑  Information i Svensk mediedatabas.
6. ↑  Information i Svensk mediedatabas.
7. ↑  Information i Svensk mediedatabas.
8. ↑  Information i Svensk mediedatabas.
9. ↑  Information i Svensk mediedatabas.
10. ↑  Information i Svensk mediedatabas.
11. ↑  ”Svensk mediedatabas”. http://smdb.kb.se/catalog/id/002643051. Läst 23 april 2011.